# Кроуфорд, Лилла
Ли́лла Кро́уфорд (англ. Lilla Crawford; род. 23 февраля 2001, Лос-Анджелес, Калифорния) — американская актриса театра, кино, телевидения и озвучивания, начавшая играть в театре в возрасте 10 лет, а сниматься в кино — в возрасте 12 лет.

## Биография
Лилла Кроуфорд родилась 23 февраля 2001 года в Лос-Анджелесе (штат Калифорния, США), но выросла на другом конце страны, в Нью-Йорке. Ныне живёт в городе Йонкерс (штат Нью-Йорк). Сестра — Сэвви (род. 2006), актриса театра. Лилла является членом благотворительной организации Broadway Cares/Equity Fights AIDS и участницей благотворительной акции Broadway Barks.
Лилла начала сниматься в рекламе с шести лет, с десяти — играть на Бродвее, с двенадцати — сниматься в кино, с четырнадцати — на телевидении. В 2012 году она получила главную роль в известном мюзикле «Энни» — на пробах, длившихся девять месяцев, она обошла около 5000 других девочек-претенденток.

## Награды и номинации
С полным списком кинематографических наград и номинаций Лиллы Кроуфорд можно ознакомиться на сайте IMDb.
- 2014 — Премия «Спутник» в категории «Лучший актёрский ансамбль» за роль в фильме «Чем дальше в лес…» — победа.
- 2015[англ.] — Премия «Молодой актёр» в категории «Лучшая роль в полнометражном фильме — молодая актриса второго плана» за роль в фильме «Чем дальше в лес…» — победа.

## Работы
Театры Бродвея
- Мелисса Арктик / Melissa Arctic[4]
- Дом мюзикла / Home the Musical — Маленькая Кэти
- Рэгтайм[англ.] / Ragtime — маленькая девочка
- 2011—2012 — Билли Эллиот / Billy Elliot the Musical — Дебби[4][2]
- 2012—2014 — Энни / Annie — Энни[4][2][5][6]

Широкий экран
- 2014 — Чем дальше в лес… / Into the Woods — Красная Шапочка[5][6]
- 2016 — Маленькая «Мисс совершенство»[англ.] / Little Miss Perfect — Оливия

Телевидение
- 2015 — Вечность / Forever — Зоу Дорнис (в эпизоде Punk Is Dead)
- 2015 — Голубая кровь / Blue Bloods — Лили Коулмен (в эпизоде Flags of Our Fathers)
- 2018 — Кто это был?[англ.] / The Who Was? Show — разные роли (в 6 эпизодах)

Озвучивание
- 2017—2018 — Солнечный день[англ.] / Sunny Day — Солнышко, профессиональный парикмахер[7] (в 13 эпизодах)